# Адабаш (станція)
Адаба́ш — проміжна залізнична станція 5-го класу Шевченківської дирекції Одеської залізниці на лінії Імені Тараса Шевченка — Помічна між станціями Капустине (15 км) та Помічна (16 км). Розташована у селі Звірівка Новоукраїнського району Кіровоградської області

## Історія
Станція відкрита 1914 року одночасно із лінією Бобринська — Помічна.

## Пасажирське сполучення
На станції зупиняються приміські проїзди сполученням Імені Тараса Шевченка — Помічна та поїзд далекого сполучення № 148/147 Київ — Одеса.